# Troglohyphantes juris
Troglohyphantes juris este o specie de păianjeni din genul Troglohyphantes, familia Linyphiidae, descrisă de Thaler în anul 1982.
Este endemică în Italia. Conform Catalogue of Life specia Troglohyphantes juris nu are subspecii cunoscute.